# Camille Montagne

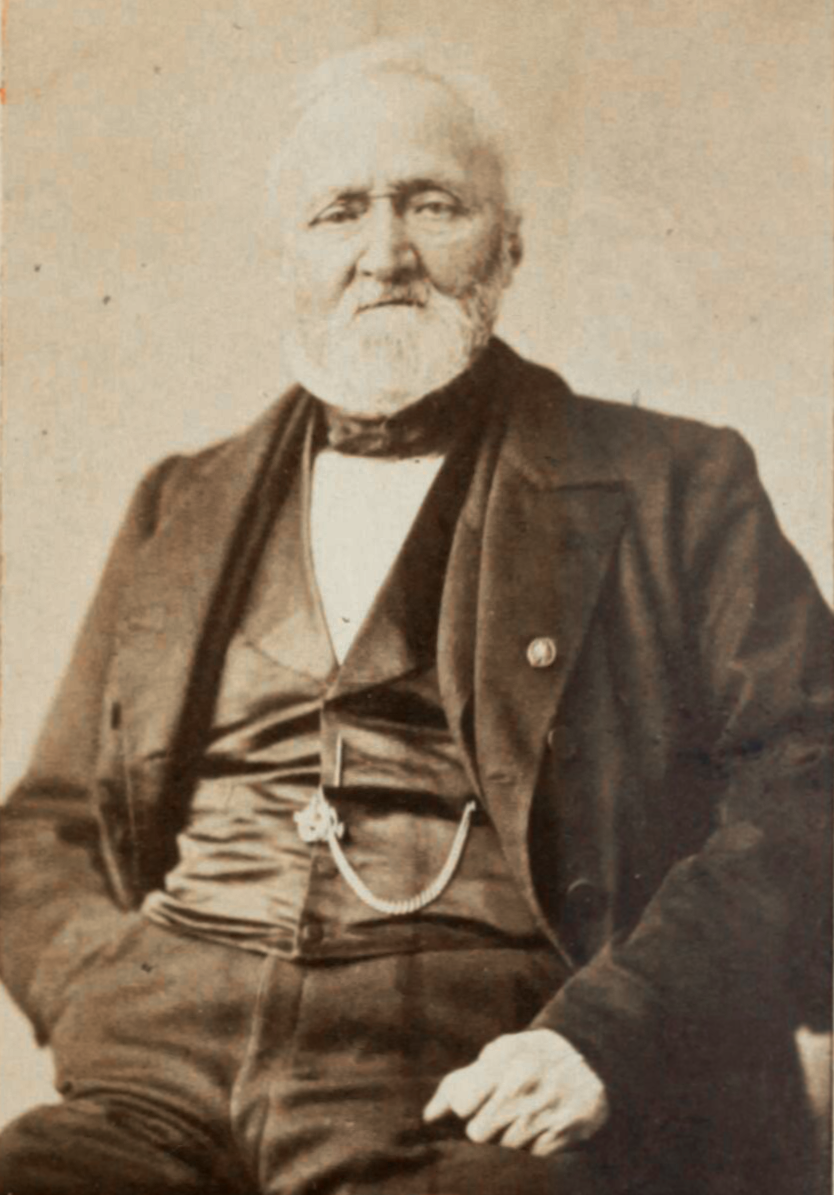
Camille Montagne, etwa 1866

Jean Pierre François Camille Montagne (* 15. Februar 1784 in Vaudoy-en-Brie; † 5. Dezember 1866 in Paris) war ein französischer Militär-Arzt und Biologe (Bryologie und Mykologie). Sein botanisch-mykologisches Autorenkürzel lautet „Mont.“

## Leben und Wirken
Als 14-Jähriger ging er zur Marine und begleitete 1798 Napoleons Ägyptische Expedition. 1802 kehrte er zurück, studierte Medizin und wurde zwei Jahre später Militärchirurg. 1832 ging er in den Ruhestand und widmete sich dem Studium der Kryptogamen. Im Jahr 1835 wurde er zum Mitglied der Leopoldina und 1853 der Académie des sciences in Paris gewählt. Ab 1858 war er korrespondierendes Mitglied der Russischen Akademie der Wissenschaften in Sankt Petersburg.

## Dedikationsnamen
Charles Lucien Jules Laurent Bonaparte benannte 1856 den wissenschaftlichen Namen des Andenguans (Penelope montagnii (Bonaparte, 1856)).

## Veröffentlichungen
- in Ramón de la Sagra: Histoire physique, politique et naturelle de l’ile de Cuba. Botanique - Plantes cellulaire. Arthus-Bertrand, Paris (biodiversitylibrary.org – 1838–1843).
- Aperçu morphologique de la famille des Lichens. Bourgogne et Martinet, Paris 1846 (google.de).
- Übersetzung von Karl Müller: Morphologischer Grundriss der Familie der Flechten. Verlag von Ch. Graeger, Halle 1851 (archive.org).